# Der er ingenting, der maner
"Der er ingenting, der maner" eller "Flaget" er en dansk sangskrevet under 1. verdenskrig af den danske forfatter Axel Juel i 1916. Melodien er komponeret af pianisten Georg Rygaard.
| Musik | Spire Denne musikartikel er en spire som bør udbygges. Du er velkommen til at hjælpe Wikipedia ved at udvide den. |